# Christoph Janker
Christoph Janker(sinh ngày 14 tháng 2 năm 1985 ở Tây Đức) là hậu vệ người Đức của câu lạc bộ Hertha Berlin ở Bundesliga.